# Гора (муниципальный округ Егорьевск)
Гора́ — деревня в муниципальном округе Егорьевск Московской области России. 

## География
Деревня Гора расположена в восточной части муниципального округа Егорьевск, в 15 километрах к юго-востоку от города Егорьевск. В 2,5 километрах к юго-западу от деревни протекает река Устынь. Высота над уровнем моря 140 метров.

## Название
Название происходит от термина гора — «участок высокого берега реки».

## История
До отмены крепостного права в России деревня принадлежала помещикам Матвеевым, Тутолминым и Римскому-Корсакову. После 1861 года деревня вошла в состав Двоенской волости Егорьевского уезда. Приход находился в селе Воронцово.
В 1926 году деревня входила в Горский сельсовет Двоенской волости Егорьевского уезда.
До 1994 года Гора входила в состав Полбинского сельсовета Егорьевского района, в 1994—2004 годы — Полбинского сельского округа, а в 2004—2006 годы — Подрядниковского сельского округа.
До 2015 года входила в состав сельского поселения Юрцовское.
В 2015 году вошла в состав городского округа Егорьевск, образованного в том же году путем упразднения Егорьевского района и объединения всех его поселений в единый городской округ.

## Демография
В 1885 году в деревне проживало 311 человек, в 1905 году — 405 человек (199 мужчин, 206 женщин), в 1926 году — 266 человек (108 мужчин, 158 женщин). По переписи 2002 года — 17 человек (8 мужчин, 9 женщин). Население — 24 человек (2010).
| 1859 | 1868 | 1885 | 1905 | 1926 | 2002 | 2006 |
| ---- | ---- | ---- | ---- | ---- | ---- | ---- |
| 254  | ↘239 | ↗311 | ↗405 | ↘266 | ↘17  | ↘11  |
| 2010 |      |      |      |      |      |      |
| ↗24  |      |      |      |      |      |      |